# Ngô Tác Đống
Ngô Tác Đống (tên chữ Latin: Goh Chok Tong, giản thể: 吴作栋; phồn thể: 吳作棟; bính âm: Wú Zuòdòng; Phúc Kiến POJ: Gô Chok-tòng; sinh ngày 20 tháng 5 năm 1941) là Bộ trưởng cao cấp của Singapore và chủ tịch của Cơ quan Quản lý Tiền tệ Singapore. Ông cũng từng là thủ tướng thứ hai của nước Cộng hòa Singapore từ ngày 28 tháng 11 năm 1990 tới 12 tháng 8 năm 2004, kế tiếp Lý Quang Diệu.

## Khởi đầu
Ngô Tác Đống sinh ra tại Singapore trong một gia đình người Phúc Kiến; cha ông từ Vĩnh Xuân, Tuyền Châu di cư tới Singapore. Ông theo học tại Viện Raffles từ năm 1955 đến năm 1960. Người ta nói rằng thời đó, ông là một tay bơi lội cừ khôi. Ông nhận bằng cử nhân danh dự hạng nhất ngành kinh tế học tại Đại học Quốc gia Singapore (thời đó chỉ gọi là Đại học Singapore), bằng thạc sĩ ngành kinh tế học phát triển từ Cao đẳng Williams tại Hoa Kỳ năm 1967. Học xong, ông trở lại Singapore để thực hiện nghĩa vụ hành chính.
Năm 1969, Ngô Tác Đống lần thứ 2 được mời làm manager phụ trách kế hoạch và quản lý dự án của Neptune Orient Lines (NOL). Ông đã thăng tiến rất nhanh chóng, và 1973 ông trở thành Giám đốc điều hành và dẫn NOL đạt được kết quả ấn tượng về tài chính.

## Sự nghiệp chính trị ban đầu
Trong cuộc tổng tuyển cử Singapore năm 1976, mặc dù mới ở tuổi 35, Ngô đã được bầu làm đại biểu của Quốc hội với tư cách là đại biểu cho Marine Parade và là một đảng viên của Đảng Hành động Nhân dân (PAP). Ông được bổ nhiệm làm Bộ trưởng cao cấp của Nhà nước về Tài chính. Năm 1981, ông được thăng làm Bộ trưởng Bộ Thương mại và Công nghiệp. Sau đó, ông còn được bổ nhiệm vào một số vị trí khác trong đó có Bộ trưởng Y tế và Bộ trưởng Quốc phòng.
Năm 1985, Ngô Tác Đống trở thành Phó Thủ tướng và bắt đầu được cơ cấu một cách thận trọng vào thế lãnh đạo kế cận. Mặc dù Lý Quang Diệu thích để cho Trần Khánh Viêm kế nhiệm mình hơn, tuy nhiên ông lại được thế hệ nhà lãnh đạo thứ hai bao gồm Trần Khánh Viêm, Suppiah Dhanabalan, và Vương Đỉnh Xương bầu, và Lý đã chấp nhận quyết định của họ.

## Làm Thủ tướng
Ngày 28 tháng 11 năm 1990, Ngô Tác Đống đã trở thành Thủ tướng của Singapore, kế nhiệm Lý Quang Diệu. Lý Quang Diệu vẫn là một thành viên có ảnh hưởng trong Nội các của Ngô Tác Đống với danh nghĩa Bộ trưởng cao cấp. Ban đầu, Ngô bị báo chí nhận xét là một nhân vật yếu, là kẻ quá độ để chuyển giao địa vị từ Lý Quang Diệu sang con trai là Lý Hiển Long. Tuy nhiên, trong cuộc tổng tuyển cử năm 1991, cuộc tuyển cử đầu tiên thử nghiệm cho Ngô, ông đã dẫn đảng của mình tới thắng lợi với 61% số phiếu phổ thông đầu phiếu.
Ngày 12 tháng 8 năm 2004, Ngô Tác Đống từ nhiệm chức Thủ tướng và bắt đầu làm Bộ trưởng Cao cấp trong Nội các của Lý Hiển Long.